# Tour du Rwanda 2024
Die Tour du Rwanda 2024 fand zwischen 18. und 25. Februar 2024 in Ruanda statt. Sie war die 16. Ausgabe der Tour du Rwanda. Das Radrennen wurde in acht Etappen über 740 km ausgetragen.
Gesamtsieger wurde Joseph Blackmore vom Team Israel-Premier Tech mit 41 bzw. 43 Sekunden Vorsprung auf Ilchan Dostijew und Jhonatan Restrepo.
Die Kosten des Rennens beliefen sich laut den Organisatoren auf rund 1,2 Milliarden Ruanda-Franc (rund 868.000 Euro), wovon die Regierung 40 Prozent des Budgets beisteuerte und die restlichen 60 Prozent von Sponsoren übernommen wurden.

## Teilnehmende Teams

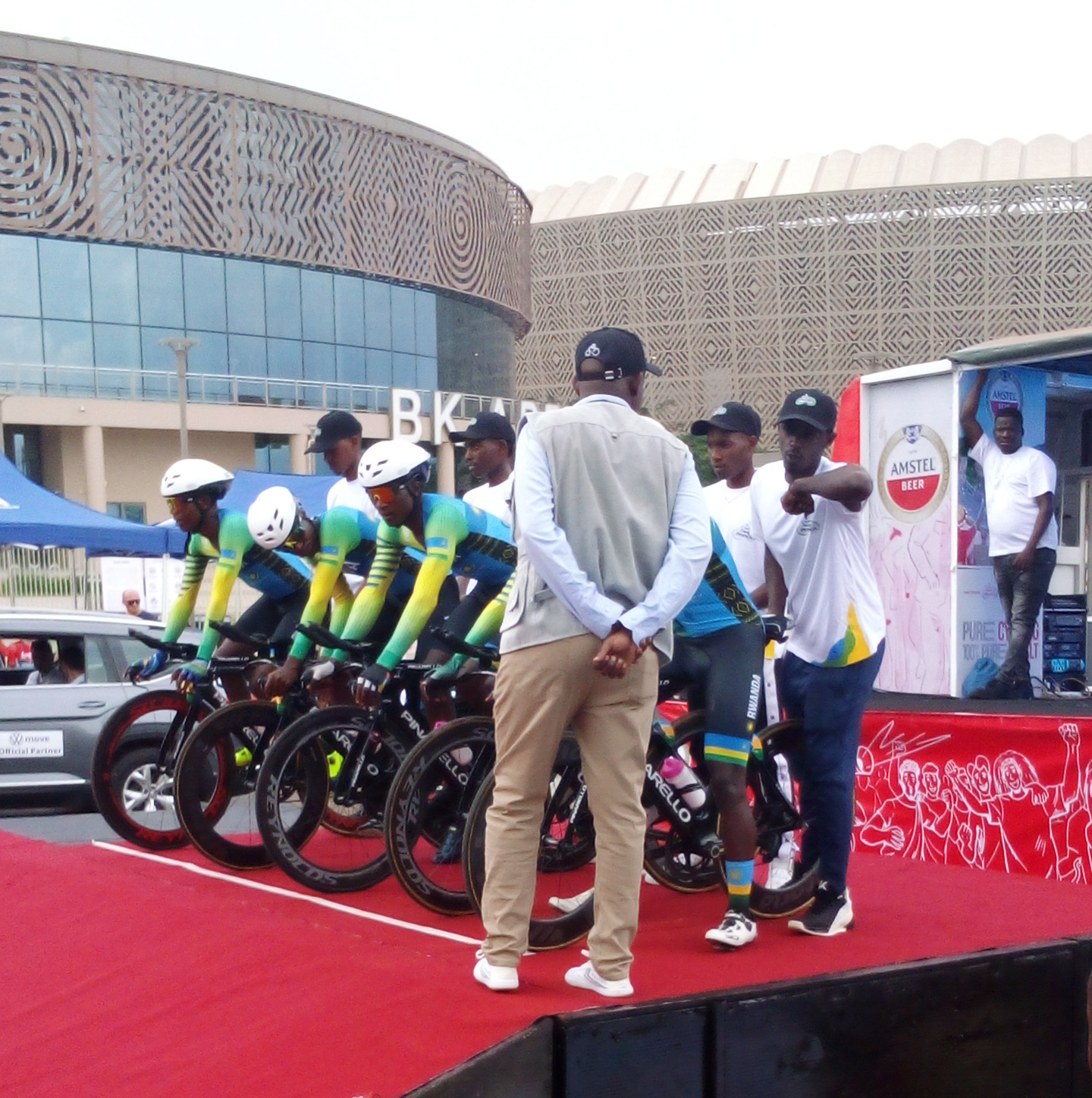
Die ruandische Nationalmannschaft am ersten Tag vor der BK Arena

Am Start standen sechs Nationalmannschaften aus Afrika. Außerdem wurden vier Professional Continental Teams und neun Continental Teams eingeladen.
| Pro Teams Israel-Premier Tech TotalEnergies Team Polti Kometa Bingoal WB | Continental Teams Soudal Quick-Step Devo Team Astana Qazaqstan Development Team Lotto Dstny Development Team Groupama-FDJ Bike Aid | UAE Team Emirates Gen Z Development Team dsm-firmenich PostNL Java-Inovotec Pro Team May Stars Gemischte afrikanische Teams Centre Mondial du Cyclisme – Afrique | Nationalmannschaften Algerien Äthiopien Eritrea Mauritius Ruanda Südafrika |

## Etappen
| Etappe | Datum         | Strecke                                             | Typ                   | Distanz | Etappensieger               | Gesamtführender       |
| ------ | ------------- | --------------------------------------------------- | --------------------- | ------- | --------------------------- | --------------------- |
| 1      | 18. Feb. 2024 | BK Arena – Kigali Convention Centre                 | Mannschaftszeitfahren | 18 km   | Soudal Quick-Step Devo Team | Jonathan Vervenne     |
| 2      | 19. Feb. 2024 | Muhanga – Kibeho                                    |                       | 130 km  | Itamar Einhorn              | Itamar Einhorn        |
| 3      | 20. Feb. 2024 | Huye – Rusizi                                       |                       | 141 km  | Jhonatan Restrepo           | Pepijn Reinderink     |
| 4      | 21. Feb. 2024 | Karongi – Rubavu                                    |                       | 92 km   | William Junior Lecerf       | Pepijn Reinderink     |
| 5      | 22. Feb. 2024 | Musanze – Kinigi                                    | Einzelzeitfahren      | 13 km   | Pierre Latour               | William Junior Lecerf |
| 6      | 23. Feb. 2024 | Musanze – Kigali (Berg)                             |                       | 93 km   | Joseph Blackmore            | Joseph Blackmore      |
| 7      | 24. Feb. 2024 | Rukomo – Kayonza                                    |                       | 163 km  | Itamar Einhorn              | Joseph Blackmore      |
| 8      | 25. Feb. 2024 | Kigali Convention Centre – Kigali Convention Centre |                       | 90 km   | Joseph Blackmore            | Joseph Blackmore      |

## Ergebnisse

### Erste Etappe
| Platz | Team                         | Zeit    |
| ----- | ---------------------------- | ------- |
| 1     | Soudal Quick-Step Devo Team  | 20' 32" |
| 2     | Israel-Premier Tech          | 21' 08" |
| 3     | Lotto Dstny Development Team | 21' 24" |
| 4     | UAE Team Emirates Gen Z      | 21' 26" |
| 5     | TotalEnergies                | 21' 27" |

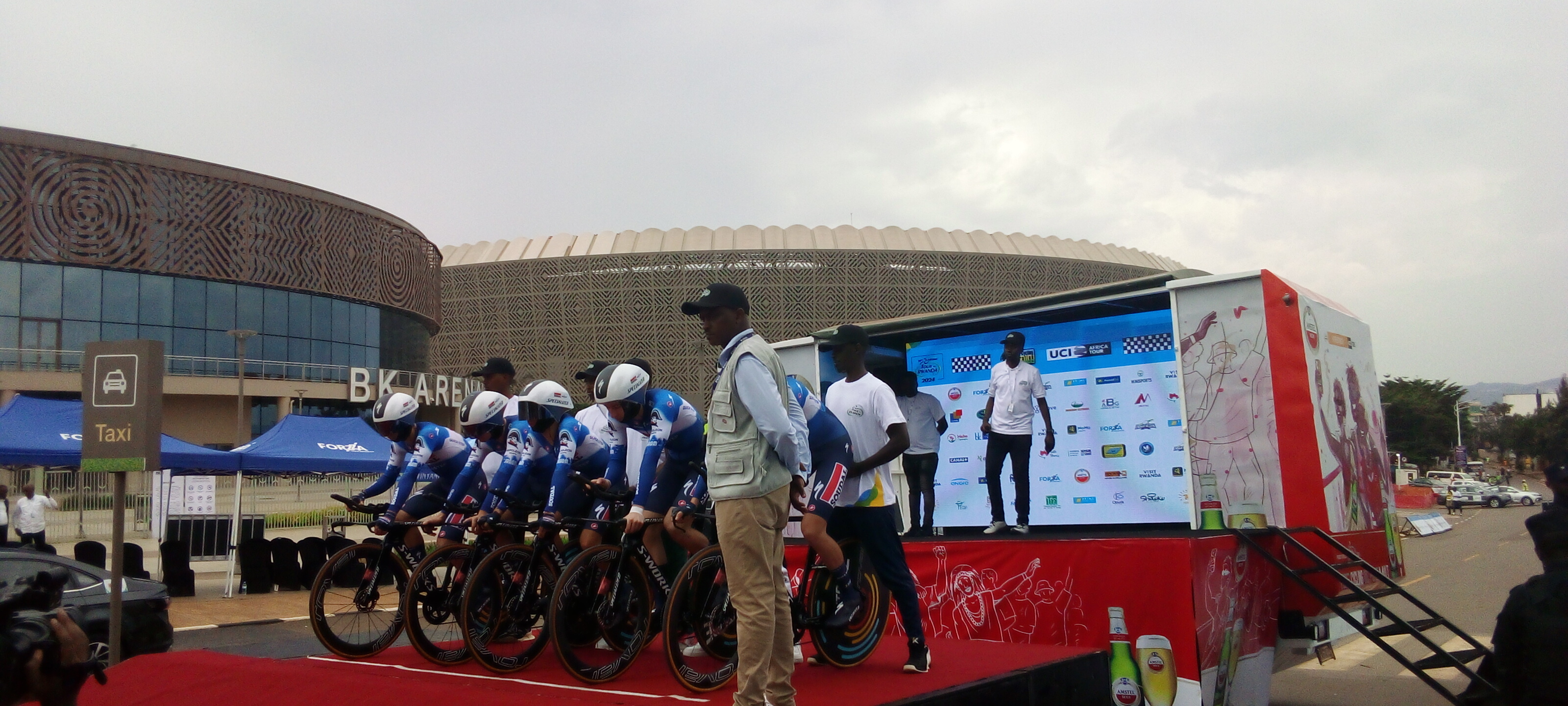
Soudal Quick-Step Devo Team vor der BK Arena, dem Startpunkt des Mannschaftszeitfahrens

Beim Mannschaftszeitfahren der ersten Etappe lag unter den Nationalmannschaften Eritrea mit dem 6. Platz (21'39") vorne, gefolgt von Ruanda auf dem 9. Platz (21'56").

### Zweite Etappe
| Platz | Teilnehmer            | Team                        | Zeit       |
| ----- | --------------------- | --------------------------- | ---------- |
| 1     | Itamar Einhorn        | Israel-Premier Tech         | 3h 17' 31" |
| 2     | William Junior Lecerf | Soudal Quick-Step Devo Team | "          |
| 3     | Pepijn Reinderink     | Soudal Quick-Step Devo Team | "          |
| 4     | Javier Serrano        | Team Polti Kometa           | "          |
| 5     | Giacomo Villa         | Bingoal WB                  | "          |

Die zweite Etappe über 130 Kilometer gewann Itamar Einhorn vom Team Israel-Premier Tech.

### Dritte Etappe
| Platz | Teilnehmer        | Team                        | Zeit       |
| ----- | ----------------- | --------------------------- | ---------- |
| 1     | Jhonatan Restrepo | Team Polti Kometa           | 3h 46' 41" |
| 2     | Joseph Blackmore  | Israel-Premier Tech         | "          |
| 3     | Pepijn Reinderink | Soudal Quick-Step Devo Team | "          |
| 4     | Johann Meens      | Bingoal WB                  | "          |
| 5     | Fabien Doubey     | TotalEnergies               | "          |

Die dritte Etappe gewann der Kolumbianer Jhonatan Restrepo. Es war der siebte Etappensieg des Radrennfahrers bei einer Tour du Rwanda und die höchste Zahl Etappensiege in der Tour du Rwanda bisher. Die Gesamtführung übernahm Pepijn Reinderink der in der dritten Etappe den dritten Platz belegte. Der erste Ruander im Ziel war Moïse Mugisha vom Java-Inovotec Pro Team auf Platz 19.

### Vierte Etappe
| Platz | Teilnehmer            | Team                        | Zeit       |
| ----- | --------------------- | --------------------------- | ---------- |
| 1     | William Junior Lecerf | Soudal Quick-Step Devo Team | 2h 19' 22" |
| 2     | Jhonatan Restrepo     | Team Polti Kometa           | "          |
| 3     | Julien Simon          | TotalEnergies               | "          |
| 4     | Giacomo Villa         | Bingoal WB                  | "          |
| 5     | Pepijn Reinderink     | Soudal Quick-Step Devo Team | "          |

Die vierte Etappe über 92 km gewann William Junior Lecerf vom Soudal Quick-Step Devo Team, während Pepijn Reinderink Gesamtführender blieb.

### Fünfte Etappe
| Platz | Teilnehmer            | Team                              | Zeit    |
| ----- | --------------------- | --------------------------------- | ------- |
| 1     | Pierre Latour         | TotalEnergies                     | 23' 31" |
| 2     | William Junior Lecerf | Soudal Quick-Step Devo Team       | +34"    |
| 3     | Joseph Blackmore      | Israel-Premier Tech               | +35"    |
| 4     | Ilchan Dostijew       | Astana Qazaqstan Development Team | +41"    |
| 5     | Fabien Doubey         | TotalEnergies                     | +42"    |

Das Einzelzeitfahren der fünften Etappe über 13 km und 492 Höhenmeter gewann Pierre Latour von TotalEnergies mit einer Zeit von 23 Minuten und 31 Sekunden, welche einer Durchschnittsgeschwindigkeit von 33,2 km/h entsprach. William Junior Lecerf erreichte den zweiten Platz und übernahm die Gesamtführung von Pepijn Reinderink, der insgesamt auf den 16. Platz abrutschte.

### Sechste Etappe
| Platz | Teilnehmer         | Team                              | Zeit       |
| ----- | ------------------ | --------------------------------- | ---------- |
| 1     | Joseph Blackmore   | Israel-Premier Tech               | 2h 12' 44" |
| 2     | Jhonatan Restrepo  | Team Polti Kometa                 | "          |
| 3     | Ilchan Dostijew    | Astana Qazaqstan Development Team | +5"        |
| 4     | Nahom Zerai        | Eritrea                           | +8"        |
| 5     | Germán Darío Gómez | Team Polti Kometa                 | +18"       |

Die sechste Etappe gewann Joseph Blackmore, der zugleich die Gesamtführung übernahm.

### Siebte Etappe
| Platz | Teilnehmer            | Team                         | Zeit       |
| ----- | --------------------- | ---------------------------- | ---------- |
| 1     | Itamar Einhorn        | Israel-Premier Tech          | 3h 29' 57" |
| 2     | Lorenz Van de Wynkele | Lotto Dstny Development Team | "          |
| 3     | Gal Glivar            | UAE Team Emirates Gen Z      | +2"        |
| 4     | Lennert Teugels       | Bingoal WB                   | +4"        |
| 5     | Paul Ourselin         | TotalEnergies                | +4"        |

Die siebte Etappe gewann wie bereits die zweite Itamar Einhorn. Die Gesamtführung hielt Joseph Blackmore.

### Achte Etappe
| Platz | Teilnehmer            | Team                              | Zeit       |
| ----- | --------------------- | --------------------------------- | ---------- |
| 1     | Joseph Blackmore      | Israel-Premier Tech               | 1h 47' 37" |
| 2     | Pierre Latour         | TotalEnergies                     | +30"       |
| 3     | Ilchan Dostijew       | Astana Qazaqstan Development Team | +30"       |
| 4     | William Junior Lecerf | Soudal Quick-Step Devo Team       | +30"       |
| 5     | Jhonatan Restrepo     | Team Polti Kometa                 | +30"       |

Die achte Etappe und die Gesamtführung des Rennens gewann Joseph Blackmore vom Team Israel-Premier Tech.